# ブライアン・イドウ
ブライアン・イドウ（Brian Oladapo Idowu，ロシア語: Брайан Оладапо Идову，1992年5月18日 - ）は、ロシア・サンクトペテルブルク出身のサッカー選手。元ナイジェリア代表。ポジションはディフェンダー。

## 経歴

### クラブ
ロシアのサンクトペテルブルクで、ナイジェリア人の父親とロシア系ナイジェリア人の母親の間に生まれた。幼い頃にナイジェリアのオウェリに移ったが、その後ロシアに戻った。
FCアムカル・ペルミに加入し、2012年5月6日、FCテレク・グロズヌイ戦でロシアサッカー・プレミアリーグ初出場を果たした。
2013-14シーズンは、FKディナモ・サンクトペテルブルクにレンタル移籍し、2014年6月30日、アムカル・ペルミと新たに3年契約を結んだ。2017年2月、2020年夏までの契約を延長した。
2020-21シーズンは、FCヒムキにレンタル移籍した。2021年6月7日に完全移籍となった。

### 代表

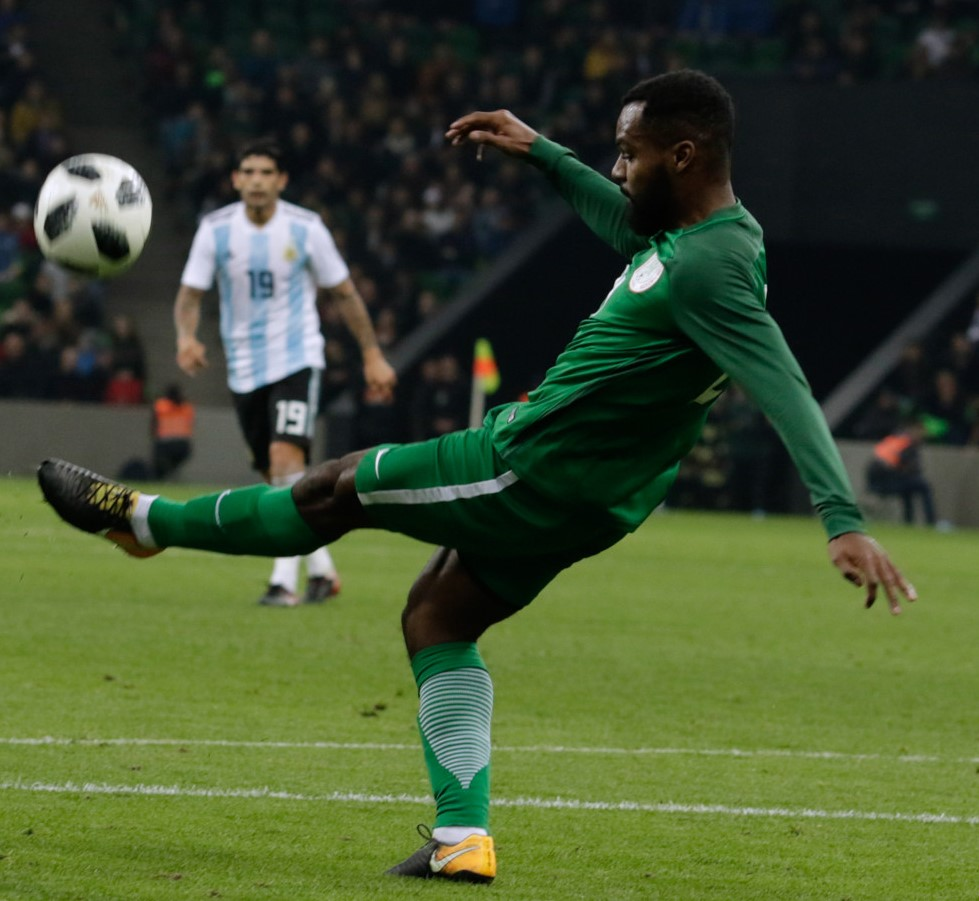
2017年、アルゼンチン代表との親善試合でのイドゥ

2017年11月14日、クラスノダールでのアルゼンチン代表との親善試合で初召集されると 、その試合にオラ・アイナと交代で途中出場し代表デビューした。さらに、同じ試合で代表初得点を記録した。
2018年5月、2018 FIFAワールドカップに出場するナイジェリア代表に選出された。

## 人物・エピソード
父親はナイジェリア人、母親はナイジェリアとロシアのハーフである。ロシアのサンクトペテルブルク生まれで、3歳から6歳まではナイジェリアのオウェリで暮らしていた。ロシア語は話すことができ、2017年11月のクラスノダールでの試合前記者会見では、ナイジェリア代表の一時的な通訳を務めた
。

## 個人成績

### クラブ
2018年5月20日現在
| クラブ                                | シーズン   | リーグ                                 | リーグ | リーグ | カップ戦 | カップ戦 | 国際大会 | 国際大会 | その他 | その他 | 合計 | 合計 |
| クラブ                                | シーズン   | ディビジョン                           | 出場   | 得点   | 出場     | 得点     | 出場     | 得点     | 出場   | 得点   | 出場 | 得点 |
| ------------------------------------- | ---------- | -------------------------------------- | ------ | ------ | -------- | -------- | -------- | -------- | ------ | ------ | ---- | ---- |
| FCアムカル・ペルミ                    | 2011–12    | ロシア・プレミアリーグ                 | 1      | 0      | 0        | 0        | –        | –        | –      | –      | 1    | 0    |
| FCアムカル・ペルミ                    | 2012–13    | ロシア・プレミアリーグ                 | 0      | 0      | 1        | 0        | –        | –        | –      | –      | 1    | 0    |
| FCアムカル・ペルミ                    | 2013–14    | ロシア・プレミアリーグ                 | 0      | 0      | 0        | 0        | –        | –        | –      | –      | 0    | 0    |
| FCアムカル・ペルミ                    | 2014–15    | ロシア・プレミアリーグ                 | 11     | 0      | 1        | 0        | –        | –        | –      | –      | 12   | 0    |
| FCアムカル・ペルミ                    | 2015–16    | ロシア・プレミアリーグ                 | 22     | 0      | 3        | 1        | –        | –        | –      | –      | 25   | 1    |
| FCアムカル・ペルミ                    | 2016–17    | ロシア・プレミアリーグ                 | 26     | 1      | 2        | 0        | –        | –        | –      | –      | 28   | 1    |
| FCアムカル・ペルミ                    | 2017–18    | ロシア・プレミアリーグ                 | 27     | 0      | 3        | 1        | –        | –        | 2      | 0      | 32   | 1    |
| FCアムカル・ペルミ                    | クラブ通算 | クラブ通算                             | 87     | 1      | 10       | 2        | -        | -        | 2      | 0      | 99   | 3    |
| ディナモ・サンクトペテルブルク (loan) | 2013–14    | ロシア・ナショナル・フットボールリーグ | 25     | 1      | 1        | 0        | –        | –        | –      | –      | 26   | 1    |
| 通算                                  | 通算       | 通算                                   | 112    | 2      | 11       | 2        | -        | -        | 2      | 0      | 125  | 4    |

## 代表歴

### 出場大会
- ナイジェリア代表
  - 2018 FIFAワールドカップ

### 試合数
- 国際Aマッチ 10試合 1得点（2017年-2018年）[11]

| ナイジェリア代表 | 国際Aマッチ | 国際Aマッチ |
| 年               | 出場        | 得点        |
| ---------------- | ----------- | ----------- |
| 2017             | 1           | 1           |
| 2018             | 9           | 0           |
| 通算             | 10          | 1           |

#### 得点
| # | 開催年月日     | 開催地                                       | 対戦国       | スコア | 結果 | 試合概要 |
| - | -------------- | -------------------------------------------- | ------------ | ------ | ---- | -------- |
| 1 | 2017年11月14日 | クラスノダール, スタディオンFKクラスノダール | アルゼンチン | 3–2    | 4–2  | 親善試合 |